# Proverbe africain
Les proverbes des différentes cultures de l' Afrique sont une composante importante de la littérature orale et parfois écrite, qui firent l'objet de compilations et d'analyse. Ils peuvent servir de support éducatif, ou figurer sur des pagnes par des images y faisant allusion ou par l'inscription directe (dans la culture swahilie). 

## Analyse ethnolinguistique, linguistique et littéraire par culture
Un proverbe, en tant que manifestation de l'oralité, doit s'analyser en contexte : ainsi, un énoncé tel que "la chèvre ne mort pas le chien" revêt plusieurs sens selon l'énonciation. On peut s'adresser à une personne (identifiée à la chèvre) qui en a attaqué une autre plus forte (identifiée au chien), ou au contraire encourager quelqu'un (le chien) à ne pas avoir peur de quelqu'un d'autre. On peut en parler avant qu'un évènement ait lieu, ou après ("je te l'avais bien dit"). Enfin, il est possible de reprocher à quelqu'un d'avoir usé de la mauvaise méthode (une chèvre qui aurait dû donner un coup de patte au lieu de mordre). C'est pourquoi un recueil de proverbes décontextualisé ne constitue pas une étude suffisante. 
Beaucoup de proverbe évoquent la bouche pour désigner la personne par métonymie, ce qui peut renvoyer à l'importance de l'oralité dans les cultures africaines. 

### En peul
En langue peule, qui compte un participe accompli, inaccompli et d'agent, le caractère générique des énoncés proverbiaux s'exprime par un verbe sans sujet grammatical explicite. Le pronom, que l'on peut traduire par "celui qui", ou "qui", est une manière d'exprimer la consécution des actions. Il en est ainsi du proverbe ko (ce qui) ina (un état) jibina (porte des fruits) findat (doit fleurir), Ce qui porte des fruits doit porter des fleurs. 

### En swahili
La littérature écrite cite, met en scène et illustre des proverbes. Les proverbes peuvent ainsi constituer un refrain, ou, au contraire, un vers peut devenir proverbial. Des pièces de théâtre consistent à mettre en scène des proverbes. Mla nawe hafi nawe, par exemple, se traduit par "qui mange avec toi ne meurt pas avec toi", est illustré par une scène où un homme riche qui subit une attaque n'est pas sauvé par un ami mais par son pauvre frère. Les récits et nouvelles (parentes pauvres de la production littéraire swahilie, elles se développent par une initiative de la section Swahili de la BBC) en contiennent aussi. Le Danda ngudu est un roman où chaque chapitre illustre un proverbe. D'autres proverbes servent de titres aux œuvres : le monde est un arbre sec (dunia mti mkavu), publié à Zanzibar, a pour thème une grève menée par différents personnages, qui se termine par un bain de sang. D'autres figurent à l'intérieur du texte. Les valeurs didactique et esthétique des proverbes sont reconnues des auteurs qui les utilisent. 

### En Ngemba
En Ngemba, le terme désignant le proverbe est "kwepm ndgha", parole nouée, et donc complexe et qu'il ne faut pas interpréter littéralement. Le proverbe est qualifié d'"épice". Jeunes et personnes âgées, hommes et femmes disent des proverbes, même si les proverbes trop insultants sont interdits aux jeunes devant des personnes plus âgées, par bienséance. Certains proverbes ont pour thème la parole, sa condamnation en tant qu'elle entraîne des vices et l'éloge du silence. 

### En tupuri
La langue toupouri, le terme proverbe, qui n'existe pas en tant qu'unité conceptuelle, peut se traduire par une expression signifiant "langue de la danse/langue de la jeunesse". Le proverbe toupouri n'est pas toujours aisé à comprendre sans contexte. 

### En hausa
Des informateurs hausa définissent le proverbe de leur culture comme "une parole concise qui découle d'une conversation". ou '"une parole longue, froissée en une pelote c'est-à-dire en un sens concis". L'auteur Yusufu Yunusa décrit le proverbe comme "en pelote", et donc difficile à comprendre pour un non haussa. Les femmes entre elles peuvent avoir recours à l'obscène. 

### En igbo
En igbo, un proverbe décrit le genre proverbial comme les légumes dont on se sert pour manger la parole. Amadou Hampaté Ba décrit les animaux et les symboles comme chargés d'enseignement et traite d'un livre de la nature. Le proverbe est source de distinction sociale : une femme ou un enfant n'en utilise pas devant un homme adulte, et un proverbe dit : "on utilise le proverbe pour confondre les imbéciles". En plus d'une valeur de transmission de savoir, le proverbe permet d'agir sur une situation en jugeant autrui. 

### En zande
En zande, il n'existe pas de catégorie "proverbe" : un proverbe zande se reconnaît donc en contexte. 

### Proverbes berbères
Certains proverbes berbères sont des syllogismes. 

## Exemples
- Les lèvres se ferment, de peur que la bouche ne dise tout.
- Secouer la tête doucement ou énergiquement n'a jamais débarrassé personne de ses oreilles [Il est impossible de se débarrasser d'un trait de caractère, malgré des efforts : chassez le naturel, il revient au galop.]

Peul  : 
- Ce que la vache a mangé, c'est cela que tète le veau. [Proverbe sur le déterminisme social ]
- Celui qui mange la tête n'a pas pitié des yeux. [Il est vain de chercher à attirer la pitié de celui qui nous opprime]

 Swahili :
- La lance tue celui qui l'a forgée.
- Aujourd'hui c'est aujourd'hui, qui dit demain est un menteur.
- Le piment que tu n'as pas mangé, comment peut-il te brûler ? [Dissuasion de se mêler des affaires d'autrui.]

Ngemba :
- La blessure de la bouche (parole) ne guérit pas.
- Écoute (suis) le rythme de la danse, donné par le tambour.

Toupouri: 
- On ne dresse pas un cheval vieux de quinze ans.
- Le don c'est la vache/l'avarice c'est le taureau. (Proverbe binaire. Le plus souvent, seule une partie est prononcée. La vache donnant des petits et pas le taureau, elle symbolise la générosité. On peut employer ce proverbe contre une personne que l'on trouve avare.)

 Haussa :
- De quelle manière le poussin et l'hyène peuvent ils prétendre au même héritage ? [Prononcé, par exemple, par une coépouse à une autre : la locutrice a un emploi qui lui permet d'acheter des objets, ce qui n'est pas le cas de l'autre. Une dispute autour de la jalousie éclate.]
- On ne peut pas courir et se gratter la cuisse. [On ne peut courir plusieurs lièvres à la fois].

 Igbo : 
- tu dis un proverbe à un imbécile, c'est laver un cochon.
- Le voyageur en sait plus long que celui qui a les cheveux gris. [Il y a d'autres sagesses que liée à l'âge].

zande : 
- Le monde n'est pas pour une seule personne [truisme]

Bwa : 
- "Si j'avais su" vient en dernière position.

Malgache : 
- La vie est comme une odeur de cuisine, nul ne voit comment elle se dissipe.
- Celui qui est juste règne longtemps.

## Recueil et étude
Les proverbes en contexte interculturel ne sont pas immédiatement compréhensibles et nécessitent de la part de l'ethnologue un "travail pragmatique". La méthode de recueil hors contexte, où les informateurs sont invités à citer des proverbes sur demande, est fréquente, mais ne fonctionne pas toujours (pas en zande, par exemple). En 1920 est publiée la première étude des proverbes berbères. 

### Problème de la traduction
Dans un article publié dans la revue de traduction Meta, Catherine Sumner-Paulin propose comme méthode une traduction plus littérale des proverbes, ce qui pour elle respecte davantage la culture d'origine. Il est question dans un essaide ne pas traduire systématiquement un proverbe africain par un équivalent occidental, mais de "nommer les choses telles qu'elles sont nommées".